# Jacques-Paul Martin

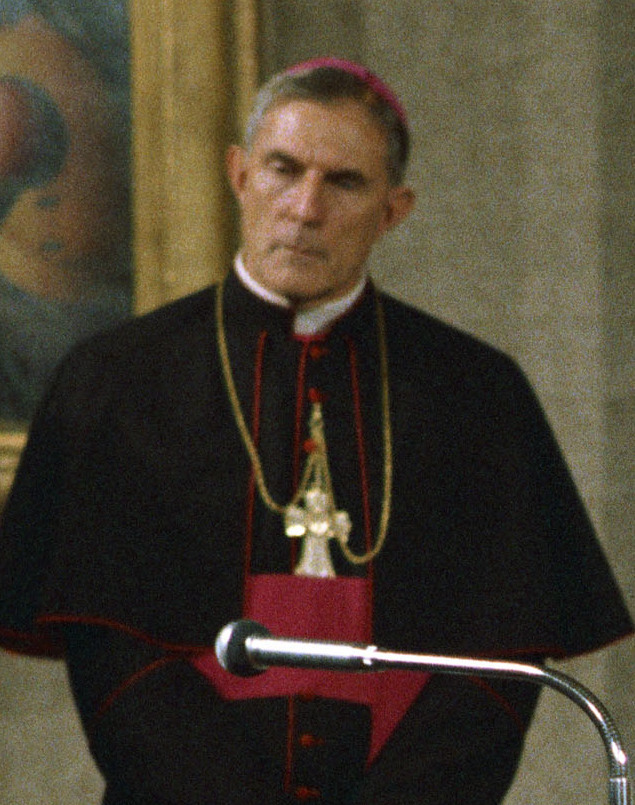
Bischof Jacques-Paul Martin (1970)

Kardinalswappen von Jacques-Paul Martin

Jacques-Paul Kardinal Martin (* 26. August 1908 in Amiens, Frankreich; † 27. September 1992 in der Vatikanstadt) war ein Kurienkardinal der römisch-katholischen Kirche.

## Leben
Nachdem Jacques Martin von 1929 bis 1934 Katholische Theologie und Philosophie an der Universität Straßburg, dem Päpstlichen Französischen Priesterseminar in Rom und der Päpstlichen Universität Gregoriana studiert hatte, empfing er am 14. Oktober 1934 das Sakrament der Priesterweihe für das Bistum Straßburg. Anschließend folgten ein Promotionsstudium an der Gregoriana in Rom, wo er 1936 zum Dr. theol. promoviert wurde, sowie von 1936 bis 1938 ein Aufbaustudium an der Päpstlichen Diplomatenakademie und die Promotion zum Doktor des Kanonischen Rechts an der Päpstlichen Lateranuniversität.
1938 trat Martin in die Dienste des Staatssekretariats ein. Am 2. Juni 1941 verlieh ihn Papst Pius XII. den Titel Päpstlicher Geheimkämmerer und am 20. Juni 1951 den Titel Hausprälat Seiner Heiligkeit. 1954 war Jacques Martin Sondergesandter des Papstes zu den Feierlichkeiten des silbernen Krönungsjubiläums des Kaisers von Äthiopien, Haile Selassie. Am 10. Dezember 1958 berief ihn Pius XII. zum Kanoniker an der Vatikanischen Basilika und verlieh ihm den Titel Apostolischer Protonotar.
Als solcher begleitete er im Januar 1964 auch die Pilgerreise Pauls VI. ins Heilige Land. Während der Reise wurde am 5. Januar 1964 in Rom die Ernennung Jacques Martins zum Titularbischof von Neapolis in Palaestina und Offizial der Kurie bekannt gegeben. Die Bischofsweihe spendete ihm der Erzpriester der Vatikanischen Basilika, Paolo Kardinal Marella, am 11. Februar desselben Jahres im Petersdom; Mitkonsekratoren waren Angelo Dell’Acqua und Paul-Pierre Philippe OP.
Am 9. April 1969 wurde Martin zum Präfekten der Präfektur des Päpstlichen Hauses berufen.
Papst Johannes Paul II. nahm am 18. Dezember 1986 sein aus Altersgründen hervorgebrachtes Rücktrittsgesuch an und ernannte ihn gleichzeitig unter Beibehaltung seines Titularbistums, das pro hac vice zum Titularerzbistum erhoben wurde, zum Titularerzbischof. Am 28. Juni 1988 nahm ihn Johannes Paul II. als Kardinaldiakon mit der Titeldiakonie Sacro Cuore di Cristo Re in das Kardinalskollegium auf.
Jacques Martin verstarb am 27. September 1992 in der Vatikanstadt. Er wurde in der Kapelle der Kanoniker der Vatikanbasilika auf dem Friedhof „Campo Verano“ bestattet und am 2. Dezember 1997 in ein Grab in seiner früheren Titelkirche Sacro Cuore di Cristo Re umgebettet.

## Ehrungen
- 1985: Großkreuz des Verdienstordens der Italienischen Republik